# Deo-Ngoan-Muc-Naturschutzgebiet
Koordinaten: 11° 50′ 0″ N, 108° 40′ 0″ O
Das Deo-Ngoan-Muc-Naturschutzgebiet in Vietnam wurde am 9. August 1986 mit dem Dekret 194/CT beschlossen. Mit diesem Beschluss sind 2000 Hektar Land in den südvietnamesischen Provinzen Lâm Đồng (deutsch: Lam Dong) und Ninh Thuận (deutsch: Ninh Thuan) unter Schutz gestellt worden.

## Topografie
Das Gelände des Schutzgebietes liegt in der Übergangszone zwischen der Küstenebene Südvietnams und der Da-Lat-Hochebene. Von West nach Ost steigt es stetig an. Die Höhenkoordinaten liegen dabei zwischen 200 und 900 m. Quer durch das Gebiet verläuft auch eine wichtige Nationalstraße: die Route 20 verbindet Nha Trang im Osten mit Phang Rang im Westen.

## Landschaft
Aufgrund des steilen Hänge eignet sich das Gebiet nicht großflächig für landwirtschaftlich nutzbare Flächen, sodass es vom Menschen nicht ackerbaulich genutzt wird. In den tiefer gelegenen Ebenen erstrecken sich deshalb noch immergrüner Regenwälder. In den höheren Lagen trifft man dagegen immergrünen Bergregenwald an. 

## Gefährdung
Diese Waldformen sind sehr stark geschädigt, weswegen es sehr unwahrscheinlich ist eine artenreiche Fauna an Säugern und Vögeln vorzufinden. Im Tiefland sind besonders die Wälder durch fortschreitende Degradierung gefährdet. Zu groß sind hier die menschlichen Einflüsse, vor allem durch die Verbindungsstraße. Der Druck auf die verbliebenen Waldreserven wird dadurch weiterhin gefördert. Auch sind die steilen Waldhänge der Höhenlagen durch Abholzung erosionsgefährdet, die bisweilen eine Verschüttung der Verbindungsstraße verhinderten. Trotzdem hat die Gegend am regen Tourismus Anteil, weil die Landschaft schöne Bilder bietet.